# Emballotheca
Emballotheca is een geslacht van mosdiertjes uit de familie van de Lanceoporidae. De wetenschappelijke naam van het geslacht is voor het eerst geldig gepubliceerd in 1909 door Levinsen.

## Soorten
De volgende soorten zijn bij het geslacht ingedeeld:
- Emballotheca ambigua Hayward & Cook, 1983
- Emballotheca buskii Rogick, 1955
- Emballotheca harmeri Dumont, 1981
- Emballotheca quadrata (MacGillivray, 1880)
- Emballotheca rara Gordon & d'Hondt, 1997

- Emballotheca imperfecta Canu & Bassler, 1929 (taxon inquirendum)
- Emballotheca latisinuata Canu & Bassler, 1929 (taxon inquirendum)

Niet geaccepteerde soorten:
- Emballotheca acutirostris Canu & Bassler, 1929 → Calyptotheca acutirostris (Canu & Bassler, 1929)
- Emballotheca acutirostris Harmer, 1957 → Emballotheca harmeri Dumont, 1981
- Emballotheca altimuralis Osburn, 1952 → Calyptotheca altimuralis (Osburn, 1952)
- Emballotheca biavicularia Canu & Bassler, 1929 → Calyptotheca biavicularia (Canu & Bassler, 1929)
- Emballotheca capensis O'Donoghue & de Watteville, 1937  → Calyptotheca capensis (O'Donoghue & de Watteville, 1937)
- Emballotheca capitifera Canu & Bassler, 1929 → Figularia capitifera (Canu & Bassler, 1929)
- Emballotheca contortuplicata (Calvet, 1909) → Thrypticocirrus contortuplicata (Calvet, 1909)
- Emballotheca ingens Canu & Bassler, 1929 → Calyptotheca ingens (Canu & Bassler, 1929)
- Emballotheca latifrons Osburn, 1952 → Calyptotheca latifrons (Osburn, 1952)
- Emballotheca monomorpha Gordon, 1984 → Thrypticocirrus monomorpha (Gordon, 1984)
- Emballotheca obscura Osburn, 1952 → Calyptotheca obscura (Osburn, 1952)
- Emballotheca pacifica Harmer, 1957 → Emballotheca buskii Rogick, 1955
- Emballotheca stylifera (Levinsen, 1886) → Schizobrachiella stylifera Levinsen, 1886